# Rio Pinheirinho
Le rio Pinheirinho est une rivière brésilienne du sud de l'État de Santa Catarina.
Il naît sur le territoire de la municipalité de Jacinto Machado, dans la Serra Geral. Il s'écoule vers l'ouest avant de se jeter dans le rio Itoupava.